# Lögnens mästare
Lögnens mästare är Underjordiska Lyxorkesterns debut MP som släpptes 1982 på skivbolaget "Heartwork".

## Låtlista
Alla låtar gjorda av Henrik Venant
1. Goodtime Babies
2. Ryska Karavan
3. Jakten På Shary El Ahais Son
4. Jazznegern
5. Cowboyhatt
6. Genom Dörren (del 1)